# انکنی (آیووا)
انکنی (به انگلیسی: Ankeny) شهری در ایالت آیووا کشور ایالات متحده آمریکا است که جمعیت آن در سرشماری سال ۲۰۱۰ میلادی، ۴۵٬۵۸۲ نفر بوده‌است.